# Сенека (Орегон)
Сенека (енгл. Seneca) град је у америчкој савезној држави Орегон.

## Демографија
По попису из 2010. године број становника је 199, што је 24 (-10,8%) становника мање него 2000. године.
| Група             | 2000.       | 2010.       |
| Белци             | 219 (98,2%) | 195 (98,0%) |
| Афроамериканци    | 0 (0,0%)    | 1 (0,5%)    |
| Азијати           | 1 (0,4%)    | 0 (0,0%)    |
| Хиспаноамериканци | 2 (0,9%)    | 2 (1,0%)    |
| Укупно            | 223         | 199         |